# 2367 Praha
A 2367 Praha (ideiglenes jelöléssel 1981 AK1) a Naprendszer kisbolygóövében található aszteroida. Antonín Mrkos fedezte fel 1981. január 8-án.